# Batalla d'Agnadello
La batalla d'Agnadello va ser una de les més importants batalles de la Guerra de la Lliga de Cambrai, i una de les majors batalles de les Guerres d'Itàlia del segle xvi.

## Antecedents

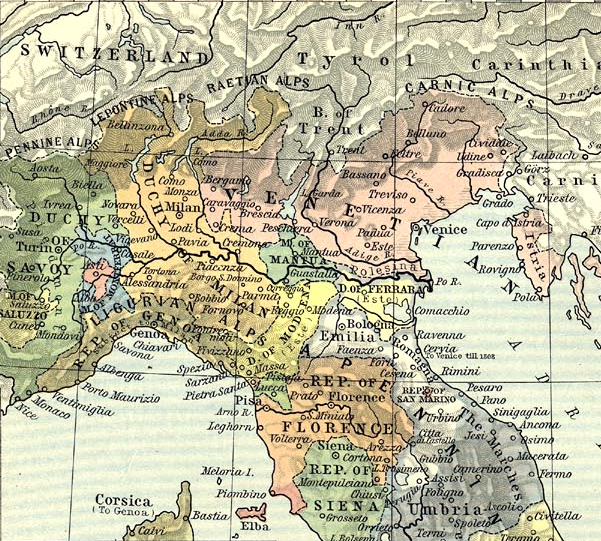
El Nord d'Itàlia abans de les Guerres d'Itàlia

El 1498 el fill del duc d'Orleans es va convertir en Lluís XII de França i va pretendre fer efectives les reclamacions del seu pare sobre el ducat de Milà, signant aliances amb la República de Venècia i amb els Borja dels Estats Pontificis. Milà i Gènova van quedar en poder de França, mentre que la República de Venècia va obtenir Cremona i Alexandre VI i el seu fill Cèsar Borja van envair la Romanya el 1500, avançant per prendre Imola i Forli, dominis de Caterina Sforza, que fou capturada Rímini, Pesaro i Faenza expulsant a Lluís Sforza.
El 15 d'abril de 1509, un exèrcit francès al comandament de Lluís XII va sortir de Milà i va envair el territori de la República de Venècia. Per aturar l'avanç enemic, els venecians van reunir un exèrcit mercenaris prop de Bèrgam, comandat per Bartolomeo d'Alviano i Niccolò di Pitigliano, ambdós pertanyents a la família Orsini, amb ordres explícites d'evitar una confrontació directa amb els francesos, fustigant-los mitjançant petites escaramusses.
Lluís XII va creuar l'Adda el 9 de maig per Cassano d'Adda. Alviano i Pitgliano acampar al costat de Treviglio, sense un pla clar, perquè Alviano era partidari de desobeir les ordres i atacar els francesos. Finalment van decidir desplaçar cap al sud, buscant una posició millor en els voltants del riu Po.

## Batalla
El 14 de maig, mentre l'exèrcit venecià es desplaçava cap al sud, Bartolomeo d'Alviano es va topar amb un destacament al comandament de Carles II d'Amboise, que havia establert les seves tropes als voltants d'Agnadello. Alviano va posicionar les seves tropes, uns de vuit mil homes, en un promontori sobre unes vinyes. Carles II d'Amboise va atacar primer amb cavalleria i després amb piquers suïssos però els francesos, en desavantatge per la seva posició (turó avall) i havent de travessar solcs de reg enfangats per la pluja, van ser incapaços de trencar les línies venecianes.
Niccolò di Pitigliano havia seguit avançant i portava un gran avantatge al seu cosí Alviano quan aquest es va enfrontar als francesos. Responent a la petició d'ajuda d'Alviano, va enviar una nota suggerint que s'hauria d'evitar una batalla oberta, i va continuar la seva marxa rumb sud. Lluís XII de França al comandament de la resta de l'exèrcit francès va arribar a Agnadello, i els francesos van envoltar Alviano per tres fronts, neutralitzant les seves forces en tres hores.
La cavalleria veneciana no va poder resistir i va fugir, el mateix Alviano va ser ferit i capturat, i més de quatre mil dels seus homes hi van morir.

## Conseqüències
Quan les notícies de la batalla van arribar a la tarda a les forces de Niccolò di Pitigliano, la majoria dels seus homes van desertar en menys d'un dia, i atès que els francesos seguien avançant, va optar per retirar-se a Treviso i Venècia.
La República de Venècia va perdre vuit mil homes i vint-i-dos canons, i Lluís XII de França va procedir en quinze dies a ocupar la part de la Llombardia que encara no controlava.
Charles d'Amboise Va morir (amb 38 anys) a Correggio (Llombardia), el mes de febrer, poc després de la batalla, sent inhumat a la capella dels Franciscans d'Amboise.